# Suites pour clavecin (Haendel, recueil de 1720)
Pour les articles homonymes, voir Suites pour clavecin.
 (novembre 2018).
Si vous disposez d'ouvrages ou d'articles de référence ou si vous connaissez des sites web de qualité traitant du thème abordé ici, merci de compléter l'article en donnant les références utiles à sa vérifiabilité et en les liant à la section « Notes et références ».
Les compositions de Haendel pour le clavecin sont extrêmement nombreuses, mais le recensement en est laborieux tant le compositeur s'est peu soucié d'y mettre lui-même un peu d'ordre.
De toute sa production, seules huit suites (HWV 426 à HWV 433) ont été l'objet d'une édition sous son contrôle en novembre 1720, alors qu'il était établi depuis plusieurs années déjà en Angleterre.
Le titre du recueil, qui est en français, est : Suite de Pièces pour le clavecin composées par G. F. Haendel.

## Histoire
Cette publication répondait à l'impression à Amsterdam, sans sa permission et sans qu'il en tire profit, de recueils de pièces de sa composition remontant à sa jeunesse et à sa période hambourgeoise.
Haendel précise dans la préface (en français dans le texte) : « Je me suis trouvé dans l'obligation de publier les leçons ci-après en raison des copies incorrectes qui en ont été faites à l'étranger, et cela à mon insu. J'en publierai d'autres à l'avenir estimant qu'il est de mon devoir de servir par mon modeste talent une Nation dont j'ai reçu si généreusement protection. »
D'autres éditions étaient donc prévues au cas où celle-ci obtiendrait le succès : il arriva en effet, en Angleterre comme à l'étranger, mais Haendel était probablement trop occupé par sa grande affaire, qui était l'opéra italien, pour donner suite à ce projet.

## Style
À plusieurs égards, les huit suites du recueil de 1720 démontrent l'indépendance d'esprit de Haendel. Le nombre est inhabituel : ses devanciers et contemporains groupaient leurs œuvres (et pas uniquement les suites, mais aussi les sonates, les concertos grossos, etc.) par six ou douze. Quant à leur forme, si l'origine en est évidemment la suite française, la structure traditionnelle groupant dans l'ordre allemande, courante, sarabande et gigue n'y est pas respectée de façon rigoureuse. Au contraire, Haendel les parsème de pièces de facture et de nom italiens (la suite No 2 mériterait de s'intituler sonate) et d'autres où se manifeste un art très germanique du contrepoint, démontrant sa capacité à une véritable synthèse européenne, tant des formes que des styles.
Certaines pièces atteignent à une ampleur impressionnante, telles l'allegro du No 4 qui n'est autre qu'une grande fugue à quatre voix, les airs variés des No 3 et No 5 (l'harmonieux forgeron), l'ouverture et la passacaille (16 variations) du No 7. Même quand il emprunte un thème à un contemporain au style si différent (la courante de la suite No 5 issue de l'Artiste du 19e ordre de François Couperin), Haendel se l'assimile de façon complète.
Le recueil de Haendel inaugure brillamment la décennie 1720-1730 qui marque, avec les partitas de Bach (à partir de 1726) et les derniers livres de Rameau (1728) et Couperin (1730), l'apogée de la suite pour clavecin en Europe.

## Liste des suites
- Suite No 1 en la majeur - HWV 426 (Praeludium - Allemande - Courante - Gigue)
- Suite No 2 en fa majeur - HWV 427 (Adagio - Allegro - Adagio - Allegro)
- Suite No 3 en ré mineur - HWV 428 (Praeludium - Allegro - Allemande - Courante - Air avec 5 variations - Presto)

- Suite No 4 en mi mineur - HWV 429 (Allegro - Allemande - Courante - Sarabande - Gigue)
- Suite No 5 en mi majeur - HWV 430 (Praeludium - Allemande - Courante - Air avec 5 variations « L'harmonieux forgeron »)
- Suite No 6 en fa dièse mineur - HWV 431 (Praeludium - Largo - Allegro - Gigue)
- Suite No 7 en sol mineur - HWV 432 (Ouverture - Andante - Allegro - Sarabande - Gigue - Passacaille)
- Suite No 8 en fa mineur - HWV 433 (Adagio - Allegro - Allemande - Courante - Gigue)

## Deuxième édition
D'autres suites sont publiées en 1733 par un éditeur de musique d'Amsterdam, sans l'assentiment ni la révision du compositeur.

## Discographie
- The harpschord suites - Colin Tilney (clavecins J.C. Fleischer 1710, Zell 1720), 2CD Archiv Produktion, 1974 - (OCLC 690092161)